# Rossana de los Ríos
Pour les articles homonymes, voir Rios.
Rossana de los Ríos, née le 16 septembre 1975 à Asuncion, est une joueuse de tennis paraguayenne, professionnelle de 1989 à 2010. Elle est aussi connue sous son nom de femme mariée, Rossana Neffa ou Rossana Neffa-de los Rios.
Championne du monde junior en simple filles en 1992 après avoir notamment remporté Roland-Garros chez les juniors, elle épouse, à 19 ans, le footballeur Gustavo Neffa en décembre 1994 et donne naissance à une fille en janvier 1997. Elle revient au jeu en juin 1999.
En mai 2000, elle réalise la plus belle performance de sa carrière : alors 151e et issue des qualifications, elle atteint les huitièmes de finale à Roland-Garros, battue par Marta Marrero après avoir éliminé Amanda Coetzer. Dans la foulée, elle atteint le 3e tour des JO de Sydney.
Pendant trois saisons, de 2000 à 2003, elle se maintient dans le club des cent meilleures mondiales. En 2001, année où elle bat Monica Seles à l'Open d'Espagne, elle parvient à se hisser, le 12 novembre, au 51e rang.
Bien que ne s'étant jamais imposée sur le circuit WTA, Rossana de los Ríos a remporté onze tournois ITF en simple et sept en double dames, et demeure à ce jour la seule joueuse de son pays et l'une des rares mères de famille à avoir évolué au plus haut niveau international.
Présente sur le circuit WTA durant plus de vingt ans, elle est à la fin de sa carrière l'une des plus anciennes joueuses encore en activité sur le circuit.

## Palmarès

### Titre en double dames
Aucun

### Finales en double dames
| No | Date       | Nom et lieu du tournoi | Catégorie | Dotation  | Surface      | Vainqueures                         | Partenaire      | Score    |          |
| -- | ---------- | ---------------------- | --------- | --------- | ------------ | ----------------------------------- | --------------- | -------- | -------- |
| 1  | 20-05-2002 | Open de España Madrid  | Tier III  | 170 000 $ | Terre (ext.) | Martina Navrátilová Natasha Zvereva | Arantxa Sánchez | 6-2, 6-3 | Parcours |
| 2  | 09-09-2002 | Brasil Open Bahia      | Tier II   | 650 000 $ | Dur (ext.)   | Virginia Ruano Pascual Paola Suárez | Émilie Loit     | 6-4, 6-1 | Parcours |

## Parcours en Grand Chelem

### En simple dames
| Année | Open d'Australie | Open d'Australie  | Internationaux de France | Internationaux de France | Wimbledon       | Wimbledon           | US Open         | US Open             |
| ----- | ---------------- | ----------------- | ------------------------ | ------------------------ | --------------- | ------------------- | --------------- | ------------------- |
| 1993  | -                | -                 | -                        | -                        | -               | -                   | 1er tour (1/64) | Brenda Schultz      |
| 1994  | 1er tour (1/64)  | Elena Likhovtseva | -                        | -                        | -               | -                   | -               | -                   |
| 2000  | -                | -                 | 4e tour (1/8)            | Marta Marrero            | 1er tour (1/64) | Tamarine Tanasugarn | 1er tour (1/64) | Lioubomira Batcheva |
| 2001  | 2e tour (1/32)   | Paola Suárez      | 2e tour (1/32)           | Petra Mandula            | 1er tour (1/64) | Jelena Dokić        | 1er tour (1/64) | Patty Schnyder      |
| 2002  | 2e tour (1/32)   | Amanda Coetzer    | 3e tour (1/16)           | Elena Dementieva         | 2e tour (1/32)  | Monica Seles        | 2e tour (1/32)  | Marion Bartoli      |
| 2003  | 1er tour (1/64)  | Jelena Janković   | 1er tour (1/64)          | Marion Bartoli           | 1er tour (1/64) | Kim Clijsters       | -               | -                   |
| 2007  | -                | -                 | 1er tour (1/64)          | Martina Müller           | -               | -                   | -               | -                   |
| 2008  | -                | -                 | 1er tour (1/64)          | Marta Domachowska        | 1er tour (1/64) | Ana Ivanović        | 2e tour (1/32)  | Venus Williams      |
| 2009  | 1er tour (1/64)  | Kirsten Flipkens  | 1er tour (1/64)          | Agnieszka Radwańska      | 2e tour (1/32)  | Dinara Safina       | 1er tour (1/64) | Marion Bartoli      |
| 2010  | 1er tour (1/64)  | Marion Bartoli    | 2e tour (1/32)           | Samantha Stosur          | 1er tour (1/64) | Venus Williams      | -               | -                   |

À droite du résultat, l’ultime adversaire.

### En double dames
| Année | Open d'Australie              | Open d'Australie           | Internationaux de France     | Internationaux de France  | Wimbledon                     | Wimbledon              | US Open                      | US Open                  |
| ----- | ----------------------------- | -------------------------- | ---------------------------- | ------------------------- | ----------------------------- | ---------------------- | ---------------------------- | ------------------------ |
| 2002  | 1er tour (1/32) K. Habšudová  | E. Daniilídou Alicia Molik | 1er tour (1/32) L. Osterloh  | Åsa Svensson Tulyaganova  | 1er tour (1/32) L. Osterloh   | C. Barclay C. Wheeler  | 2e tour (1/16) S. Kuznetsova | A. Cargill A. Harkleroad |
| 2003  | 1er tour (1/32) Marta Marrero | M. Salerni Åsa Svensson    | 2e tour (1/16) Marta Marrero | V. Ruano Paola Suárez     | 1er tour (1/32) Marta Marrero | Kulikovskaya S. Talaja | 1er tour (1/32) R. McQuillan | P. Tarabini Caroline Vis |
| 2008  | -                             | -                          | 2e tour (1/16) T. Pironkova  | Chan Yung-Jan Chuang C.J. | -                             | -                      | -                            | -                        |

Sous le résultat, la partenaire ; à droite, l’ultime équipe adverse.

### En double mixte
| Année | Open d'Australie | Open d'Australie | Internationaux de France | Internationaux de France | Wimbledon                    | Wimbledon                 | US Open | US Open |
| ----- | ---------------- | ---------------- | ------------------------ | ------------------------ | ---------------------------- | ------------------------- | ------- | ------- |
| 2002  | -                | -                | -                        | -                        | 1er tour (1/32) Lucas Arnold | K. Hrdličková Martin Damm | -       | -       |
| 2003  | -                | -                | -                        | -                        | 2e tour (1/16) Álex López    | Navrátilová Leander Paes  | -       | -       |

Sous le résultat, le partenaire ; à droite, l’ultime équipe adverse.

## Parcours aux Jeux olympiques

### En simple dames
| # | Date       | Nom de l'olympiade   | Surface    | Résultat      | Ultime adversaire | Score     |          |
| - | ---------- | -------------------- | ---------- | ------------- | ----------------- | --------- | -------- |
| 1 | 19/09/2000 | Olympic Games Sydney | Dur (ext.) | 3e tour (1/8) | Jelena Dokić      | 7-65, 7-5 | Parcours |

### En double dames
| # | Date       | Nom de l'olympiade      | Surface      | Résultat        | Partenaire       | Ultimes adversaires                 | Score     |          |
| - | ---------- | ----------------------- | ------------ | --------------- | ---------------- | ----------------------------------- | --------- | -------- |
| 1 | 28/07/1992 | Olympic Games Barcelone | Terre (ext.) | 1er tour (1/16) | Larissa Schaerer | Isabelle Demongeot Nathalie Tauziat | 6-1, 7-63 | Parcours |

## Parcours en Coupe de la Fédération
| #                                                                             | Date       | Lieu       | Surface                              | Gagnante(s)                            | Perdante(s)                            | Score     |          |
|                                                                               |            |            |                                      |                                        |                                        |           |          |
| 1991 - 1er tour qualifications (groupe mondial) - Jamaïque - Paraguay - 0 : 3 |            |            |                                      |                                        |                                        |           |          |
| 1                                                                             | 18/07/1991 | Nottingham |                                      | Rossana de los Ríos                    | Iwalani McCalla                        | 6-3, 7-68 | Parcours |
| 1                                                                             | 18/07/1991 | Nottingham | Rossana de los Ríos Larissa Schaerer | Iwalani McCalla J. Van Ryck de Groot   | 6-4, 7-5                               |           | Parcours |
|                                                                               |            |            |                                      |                                        |                                        |           |          |
| 1991 - 2e tour qualifications (groupe mondial) - Chili - Paraguay - 1 : 2     |            |            |                                      |                                        |                                        |           |          |
| 2                                                                             | 20/07/1991 | Nottingham |                                      | Rossana de los Ríos                    | Macarena Miranda                       | 6-2, 6-3  | Parcours |
| 2                                                                             | 20/07/1991 | Nottingham | Paula Cabezas Macarena Miranda       | Rossana de los Ríos Larissa Schaerer   | 6-3, 6-3                               |           | Parcours |
|                                                                               |            |            |                                      |                                        |                                        |           |          |
| 1991 - 1er tour (groupe mondial) - URSS - Paraguay - 3 : 0                    |            |            |                                      |                                        |                                        |           |          |
| 3                                                                             | 22/07/1991 | Nottingham |                                      | Natasha Zvereva                        | Rossana de los Ríos                    | 6-2, 6-2  | Parcours |
| 3                                                                             | 22/07/1991 | Nottingham | Natalia Medvedeva Larisa Neiland     | Rossana de los Ríos Larissa Schaerer   | 6-3, 6-2                               |           | Parcours |
|                                                                               |            |            |                                      |                                        |                                        |           |          |
| 1991 - Barrage (groupe mondial I) - Paraguay - Suède - 0 : 3                  |            |            |                                      |                                        |                                        |           |          |
| 4                                                                             | 24/07/1991 | Nottingham |                                      | Cecilia Dahlman                        | Rossana de los Ríos                    | 6-3, 6-2  | Parcours |
| 4                                                                             | 24/07/1991 | Nottingham | Jonna Jonerup Maria Lindström        | Rossana de los Ríos Larissa Schaerer   | 6-3, 6-0                               |           | Parcours |
|                                                                               |            |            |                                      |                                        |                                        |           |          |
| 1991 - Barrage (groupe mondial I) - Brésil - Paraguay - 1 : 2                 |            |            |                                      |                                        |                                        |           |          |
| 5                                                                             | 25/07/1991 | Nottingham |                                      | Rossana de los Ríos                    | Luciana Corsato                        | 6-1, 6-4  | Parcours |
| 5                                                                             | 25/07/1991 | Nottingham | Rossana de los Ríos Larissa Schaerer | Claudia Chabalgoity Sabrina Giusto     | 4-6, 6-1, 6-2                          |           | Parcours |
|                                                                               |            |            |                                      |                                        |                                        |           |          |
| 1992 - 1er tour (groupe mondial) - Paraguay - Pays-Bas - 1 : 2                |            |            |                                      |                                        |                                        |           |          |
| 6                                                                             | 13/07/1992 | Francfort  | Terre (ext.)                         | Manon Bollegraf                        | Rossana de los Ríos                    | 6-2, 6-2  | Parcours |
| 6                                                                             | 13/07/1992 | Francfort  | Terre (ext.)                         | Manon Bollegraf Nicole Jagerman        | Rossana de los Ríos Larissa Schaerer   | 6-1, 7-5  | Parcours |
|                                                                               |            |            |                                      |                                        |                                        |           |          |
| 1992 - Barrage (groupe mondial I) - Nouvelle-Zélande - Paraguay - 0 : 3       |            |            |                                      |                                        |                                        |           |          |
| 7                                                                             | 15/07/1992 | Francfort  | Terre (ext.)                         | Rossana de los Ríos                    | Julie Richardson                       | 6-3, 6-2  | Parcours |
| 7                                                                             | 15/07/1992 | Francfort  | Terre (ext.)                         | Rossana de los Ríos Viviana Valdovinos | Claudine Toleafoa Amanda Trail         | 6-1, 6-1  | Parcours |
|                                                                               |            |            |                                      |                                        |                                        |           |          |
| 1992 - Barrage (groupe mondial I) - Paraguay - Suisse - 0 : 3                 |            |            |                                      |                                        |                                        |           |          |
| 8                                                                             | 17/07/1992 | Francfort  | Terre (ext.)                         | Manuela Maleeva                        | Rossana de los Ríos                    | 6-2, 6-2  | Parcours |
| 8                                                                             | 17/07/1992 | Francfort  | Terre (ext.)                         | Michelle Strebel Emanuela Zardo        | Rossana de los Ríos Viviana Valdovinos | 6-2, 6-2  | Parcours |

## Classements WTA en fin de saison

### En simple
| Année | 1990 | 1991 | 1992 | 1993 | 1994 | 1995 | 1996 | 1997 | 1998 | 1999 | 2000 | 2001 | 2002 | 2003 | 2004 | 2005 | 2006 | 2007 | 2008 | 2009 | 2010 |
| Rang  | 603  | 262  | 173  | 117  | 455  | -    | -    | -    | -    | 275  | 77   | 51   | 88   | 151  | 195  | 383  | 285  | 110  | 95   | 103  | 147  |

Source : (en) « Classements de Rossana de los Ríos », sur le site officiel du WTA Tour

### En double
| Année | 1990 | 1991 | 1992 | 1993 | 1994 | 1995 | 1996 | 1997 | 1998 | 1999 | 2000 | 2001 | 2002 | 2003 | 2004 | 2005 | 2006 | 2007 | 2008 |
| Rang  | 473  | 290  | 402  | 655  | -    | -    | -    | -    | -    | 297  | 337  | 151  | 58   | 101  | 659  | 489  | -    | 225  | 202  |

Source : (en) « Classements de Rossana de los Ríos », sur le site officiel du WTA Tour